# Linotte

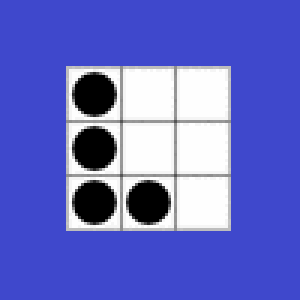
Logo del lenguaje de programación Linotte

Linotte es un  lenguaje de programación interpretado de 4ª generación.  La sintaxis del lenguaje Linotte, usa el idioma francés.
El objetivo de este  lenguaje de programación es permitir que los niños que hablan francés, o bien los francófonos con poca experiencia en informática,  puedan  aprender a programar fácilmente, con el eslogan (en francés) " si sabes cómo leer un libro, puedes escribir un programa de ordenador".

## Vocabulario
Linotte utiliza un vocabulario no técnico enteramente en francés. Sus sentencias son más cerca de ls utilizadas en el cine o en la literatura, un programa es un libro , una variable es un actor, y la pantalla una tela. En vez de ejecutar un libro (programa),  lo que se hace es leerlo.
El cuerpo de una función empieza por "début", "inicio"  en francés. La palabra clave que en otros lenguajes se usa para " imprimir o registrar alguna cosa" en Linotte se denomina "affiche", que significa "muestra" :
```
 BonjourLeMonde:
   début
     affiche "Bonjour le monde !"
```

De modo parecido, un programa puede utilizar "demande", (preguntar), para pedir al usuario que introduzca un valor.

## Capacidades
Linotte también soporta networking y gráficos, e incluso contiene un motor web que permite mezclar código HTML y sentencias Linotte en el mismo archivo, al estilo  PHP o JSP.